# Ванинский порт
„Ванинский порт“ (Колыма, „Я помню тот Ванинский порт…“) е народна песен от времето на СССР, която понякога се нарича химн на колимските затворници. Точната дата на писане не е известна. Според някои сведения песента е написана от Фьодор Михайлович Дьомин през 1939 г. А. Г. Морозов, затворник от Колима, твърди, че е чул тази песен през есента на 1947 г. и я датира от 1946 – 1947 г. (строителството на пристанището Ванино е завършено на 20 юни 1945 г.). Приписва се и се самоприписва на редица автори, сред които репресираните поети Николай Заболоцки, Б. А. Ручев и дори разстреляният през 1938 г. Борис Корнилов. В петия том на събраните съчинения на Андрей Вознесенски (Издателство Vagrius) на стр. 245 – 246 има версия за авторството на Фьодор Михайлович Демин-Благовещенски (роден през 1915 г.). Магаданският писател А. М. Бирюков проучи подробно въпроса за авторството на песента и показа с голяма убедителност, че неин автор е Константин Константинович Сараханов, технически ръководител на мините Щурмовой и Малдяк, затворник и освободен, по-късно ръководител на рудник „Ударник“.
Песента носи името на пристанището в селото. Ванино, на руското тихоокеанско крайбрежие Пристанището на Ванино е трансферна точка за етапите на затворниците на път към мястото на изтърпяване на присъдата им в Колима. На гарата и в пристанището Ванино затворниците са прехвърляни от железопътни влакове на параходи на път за Магадан, административния център на Далстрой и Севвостлаг.

## Текст на песента
Съвраменен вариант на песента:
Я помню тот Ванинский порт
Я помню тот Ванинский порт

И крик пароходов угрюмый,

Как шли мы по трапу на борт

В холодные мрачные трюмы.

На море спускался туман,

Ревела стихия морская.

Лежал впереди Магадан,

Столица Колымского края.

Не песня, а жалобный крик

Из каждой груди вырывался.

„Прощай навсегда, материк!“ —

Хрипел пароход, надрывался.

От качки стонали з/к,

Обнявшись, как родные братья,

И только порой с языка

Срывались глухие проклятья.

Будь проклята ты, Колыма,

Что названа чудной планетой.

Сойдешь поневоле с ума,

Отсюда возврата уж нету.

Пятьсот километров – тайга.

В тайге этой дикие звери.

Машины не ходят туда.

Бредут, спотыкаясь, олени.

Тут смерть подружилась с цингой,

Набиты битком лазареты.

Напрасно и этой весной

Я жду от любимой ответа.

Я знаю: меня ты не ждёшь

И писем моих не читаешь,

Встречать ты меня не придёшь,

А если придёшь – не узнаешь…

Прощай, моя мать и жена!

Прощайте вы, милые дети.

Знать горькую чашу до дна

Придется мне выпить на свете!

## Изпълнители
- Михаил Гулко
- Александър Скляр
- Вячеслав Бутусов
- Елена Ваенга
- Серж Николский